# Sítio do Picapau Amarelo
Sítio do Picapau Amarelo é uma série de 23 volumes de literatura fantástica, escrita pelo autor brasileiro Monteiro Lobato (entre 1920 e 1947). A obra tem atravessado gerações e geralmente representa a literatura infantil do Brasil. O conceito foi introduzido de um livro anterior de Lobato, A Menina do Narizinho Arrebitado (1920), a história sendo mais tarde republicada como o primeiro capítulo de Reinações de Narizinho (1931), que é o livro que serve de propulsor à série de  Sítio do Picapau Amarelo. Precedentemente, Lobato já havia publicado os volumes O Saci (1921), Fábulas (1922), As aventuras de Hans Staden (1927) e Peter Pan (1930).
O cenário principal é um sítio, batizado com o nome de Picapau Amarelo, de onde vem o título da série, onde mora Dona Benta, uma idosa de mais de sessenta anos que vive em companhia de sua neta Lúcia, ou Narizinho como todos dizem e a empregada, Tia Nastácia. Narizinho tem como amiga inseparável uma boneca de pano velho chamada Emília, feita por Tia Nastácia. Em um dos capítulos de Reinações de Narizinho, Emília começa a falar graças à pílula falante do Doutor Caramujo, um médico afamado do Reino das Águas Claras, um palácio que fica no fundo do ribeirão do sítio. Durante as férias escolares, Pedrinho, primo de Narizinho, passa uma temporada de aventuras no Sítio. Juntos, eles desfrutam de aventuras explorando fantasia, descoberta e aprendizagem. Em várias ocasiões eles deixam o sítio para explorar outros mundos, como a Terra do Nunca, a mitológica da Grécia Antiga, um mundo subaquático conhecido como Reino das Águas Claras, e o espaço exterior.
Sítio também tem sido adaptado diversas vezes desde os anos 1950, para filmes em live-action e séries de televisão, sendo as produções da Rede Globo de 1977-1986 e 2001-2007 as mais populares. Globo detinha os direitos de Sítio do Picapau Amarelo foi é a última editora dos livros antes da entrada em domínio público, por meio de sua divisão editorial da Editora Globo.

## Origem

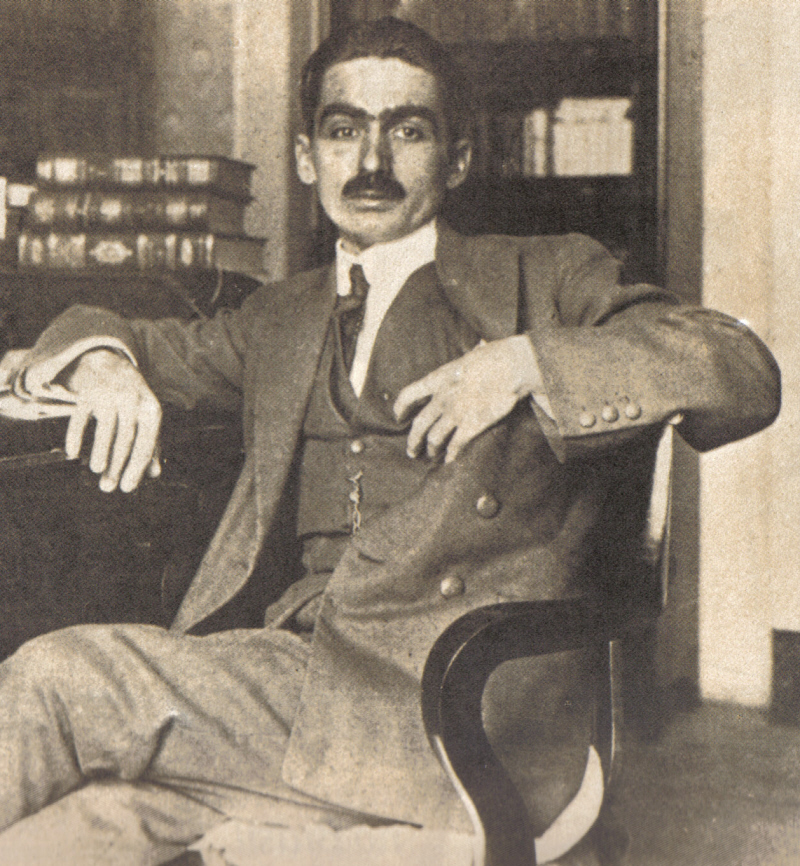
Monteiro Lobato.

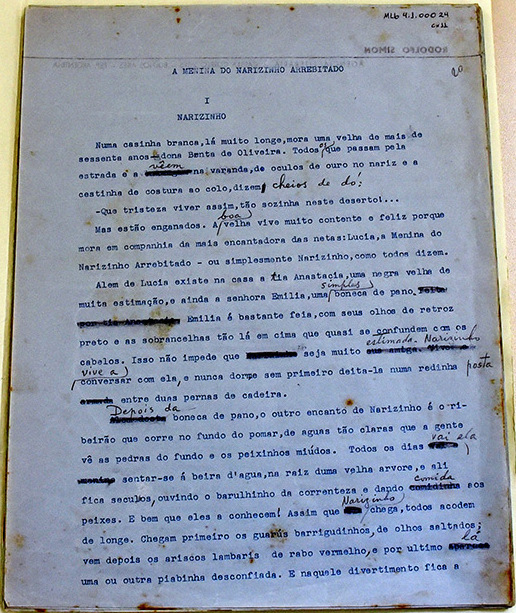
Primeira página do A Menina com correções do Lobato.

Em 1920, durante uma partida de xadrez com Toledo Malta, este contou a Monteiro Lobato a história de um peixe que, saído do mar, desaprendeu a nadar e faleceu afogado. Lobato diz que perdeu a partida porque o peixinho não parava de nadar em suas ideias, tanto que logo sentou-se à máquina e escreveu A História do Peixinho Que Morreu Afogado, atualmente relatado como perdido já que Lobato nunca se lembrou de onde o havia publicado. Este conto, deu origem ao livro A Menina do Narizinho Arrebitado, publicado no Natal de 1920. A Menina do Narizinho Arrebitado introduziu a personagem-título Lúcia "Narizinho" e sua boneca de pano Emília. O livro foi posteriormente reeditado, no ano de 1931, como o primeiro capítulo de Reinações de Narizinho, livro que serve de propulsor a Sítio do Picapau Amarelo. Para o cenário da fazenda do Sítio, Lobato foi inspirado em memórias de sua própria infância, já que ele mesmo viveu com sua família em uma fazenda no interior de São Paulo.

## Obras
Estão aqui listados os 23 títulos da coleção, na ordem em que se encontram atualmente:
1. Reinações de Narizinho - 1921
2. O Saci - 1922
3. Caçadas de Pedrinho - 1927
4. Memórias da Emília - 1930
5. Emília no País da Gramática - 1931
6. Aritmética da Emília - 1932
7. Fábulas - 1933
8. Histórias Diversas - 1933
9. Histórias de Tia Nastácia - 1934
10. Peter Pan - 1935
11. Viagem ao Céu - 1935
12. O Poço do Visconde - 1935
13. O Picapau Amarelo - 1936
14. As Aventuras de Hans Staden - 1936
15. Dom Quixote das Crianças- 1937
16. Geografia de Dona Benta - 1937
17. A Chave do Tamanho - 1937
18. A Reforma da Natureza - 1939
19. O Minotauro- 1939
20. Os Doze Trabalhos de Hércules- 1941
21. História do Mundo para as Crianças - 1942
22. Serões de Dona Benta- 1944
23. História das Invenções- 1947

Aqui, apresenta-se a obra como foi lançada originalmente:
- A Menina do Narizinho Arrebitado - 1920[3]
- Narizinho Arrebitado - 1921[4] (reedição de "A Menina do Narizinho Arrebitado", com trama e personagens mudados, para a forma como conhecemos hoje)
- O Saci - 1921
- Fábulas de Narizinho - 1921
- Fábulas - 1922[5] (edição ampliada de "Fábulas de Narizinho", com novos contos e acréscimo de comentários da turma do sítio ao final de cada um deles)
- O Marquês de Rabicó - 1922[5]
- A Caçada da Onça: Novas Aventuras de Narizinho, Rabicó e Demais Companheiros - 1924[5]
- Aventuras de Hans Staden, o Homem que Naufragou nas Costas do Brasil, Narradas por Dona Benta aos seus Netos - 1927[6] (título posteriormente modificado para "Aventuras de Hans Staden")
- O Noivado de Narizinho - 1928[5] (título posteriormente modificado para "O Casamento de Narizinho")
- O Gato Félix - 1928[5]
- Aventuras do Príncipe - 1929[6]
- A Cara de Coruja - 1929[6] (título posteriormente modificado para "Cara de Coruja")
- O Irmão de Pinocchio - 1929
- O Circo de Escavalinho - 1929
- Peter Pan: A História do Menino que Não Queria Crescer, Contada por D. Benta - 1930[6] (título posteriormente modificado para "Peter Pan")
- A Pena de Papagaio - 1930
- O Pó de Pirlimpimpim - 1930
- As Reinações de Narizinho - 1931[6] (reunião dos seguintes livros anteriores em um só: "Narizinho Arrebitado", "O Noivado de Narizinho", "Aventuras do Príncipe", "O Gato Félix", "Cara de Coruja", "O Irmão de Pinocchio", "O Circo de Escavalinho", "Peter Pan", "A Pena de Papagaio" e "O Pó de Pirlimpimpim")
- Novas Reinações de Narizinho - 1932 (reunião dos seguintes livros anteriores em um só: "O Marquês de Rabicó", "Fábulas", "A Caçada da Onça", "O Saci", e inclusão da história inédita "O Sítio do Picapau Amarelo")
- Viagem ao Céu - 1932
- História do Mundo Para Crianças - 1933 (título posteriormente modificado para "História do Mundo Para as Crianças")
- As Caçadas de Pedrinho - 1933 (reedição de "A Caçada da Onça", com a história aumentada, contando o aparecimento do rinoceronte Quindim)
- Emília no País da Gramática - 1934
- História das Invenções - 1935
- Arimética da Emília - 1935 (título posteriormente modificado para "Aritmética da Emília")
- Geografia de Dona Benta - 1935
- O Poço do Visconde: Geologia Para Crianças - 1936 (Título posteriormente modificado para "O Poço do Visconde")
- Memórias da Emília - 1936
- D. Quixote das Crianças: Contado por D. Benta - 1936 (título posteriormente modificado para "Don Quixote das Crianças")* As Reinações de Narizinho - 1937 (junção de "As Reinações de Narizinho" e "Novas Reinações de Narizinho" em um livro só, com o decréscimo de "A Caçada da Onça", que virou o livro solo "Caçadas de Pedrinho", "Peter Pan", "Fábulas" e "O Saci", que também voltaram a ser livros solos)
- Serões de Dona Benta: Ciências Físicas e Naturais Ensinadas a seus Netinhos - 1937 (título posteriormente modificado para "Serões de D. Benta")
- Histórias de Tia Nastácia - 1937
- O Museu da Emília - 1938 (peça de teatro, posteriormente inclusa em "Histórias Diversas")
- O Picapau Amarelo - 1939
- O Minotauro: Maravilhosas Aventuras dos Netos de Dona Benta na Grécia Antiga - 1939 (título posteriormente modificado para "O Minotauro")
- O Espanto das Gentes - 1941 (posteriormente editado como segunda parte de "A Chave do Tamanho", e, depois, como segunda parte de "A Reforma da Natureza", tendo o título modificado para "A Reforma da Natureza - 2ª Parte")
- A Reforma da natureza - 1951
- A Chave do Tamanho: História da Maior Reinação do Mundo, na qual Emília, sem Querer, Destruiu Temporariamente o Tamanho das Criaturas - 1942 (título posteriormente modificado para "A Chave do Tamanho")
- O Leão da Neméia - 1944 (posteriormente fundido em "Os Doze Trabalhos de Hércules)
- A Hidra de Lerna - 1944 (posteriormente fundido em "Os Doze Trabalhos de Hércules)
- A Corça dos Pés de Bronze - 1944 (posteriormente fundido em "Os Doze Trabalhos de Hércules)
- O Javali de Erimanto - 1944 (posteriormente fundido em "Os Doze Trabalhos de Hércules)
- As Cavalariças de Áugias - 1944 (posteriormente fundido em "Os Doze Trabalhos de Hércules)
- As Aves do Lago Estinfale - 1944 (posteriormente fundido em "Os Doze Trabalhos de Hércules)
- O Touro de Creta - 1944 (posteriormente fundido em "Os Doze Trabalhos de Hércules)
- Os Cavalos de Diomedes - 1944 (posteriormente fundido em "Os Doze Trabalhos de Hércules)
- O Cinto de Hipólita - 1944  (posteriormente fundido em "Os Doze Trabalhos de Hércules)
- Os Bois de Gerião - 1944 (posteriormente fundido em "Os Doze Trabalhos de Hércules)
- O Pomo das Hespérides - 1944 (posteriormente fundido em "Os Doze Trabalhos de Hércules)
- Hércules e Cérbero - 1944 (posteriormente fundido em "Os Doze Trabalhos de Hércules)
- Os Doze Trabalhos de Hércules - 1944
- O Centaurinho - 1947 (posteriormente incluído em "Histórias Diversas")
- As Ninfas de Emília - 1947 (posteriormente incluído em "Histórias Diversas")
- As Botas de Sete Léguas - 1947 (posteriormente incluído em "Histórias Diversas")
- A Rainha Mabe - 1947 (posteriormente incluído em "Histórias Diversas")
- A Violeta Orgulhosa - 1947 (posteriormente incluído em "Histórias Diversas")
- A Casa de Emília - 1947
- A Ciência do Visconde - 1947 (publicado apenas na Argentina)
- A Lampréia - 1947 (posteriormente incluído em "Histórias Diversas")
- Uma Pequena Fada - 1947 (posteriormente incluído em "Histórias Diversas"
- O Periscópio - 1947 (posteriormente incluído em "Histórias Diversas")
- Lagartas e Borboletas - 1947 (posteriormente incluído em "Histórias Diversas")
- A Segunda Jaca - 1947 (posteriormente incluído em "Histórias Diversas")
- As Fadas - 1947 (posteriormente incluído em "Histórias Diversas")
- A Contagem dos Sacis - 1947
- Uma Fada Moderna - 1947
- A Reinação Atômica - 1947 (posteriormente incluído em "Histórias Diversas")
- No Tempo de Nero - 1947
- Título Desconhecido - 1947 (publicado apenas na Argentina)
- Título Desconhecido - 1947 (publicado apenas na Argentina)
- Título Desconhecido - 1947 (publicado apenas na Argentina)
- Histórias Diversas - 1948 (obra póstuma, reunindo alguns dos 20 livros do sítio, escritos por Lobato em 1947 a pedido de um editor argentino, o conto "Um Conto Argentino' e a peça de teatro "O Museu da Emília")

Percebe-se a curiosidade dos livros de 1947. Um editor argentino, amigo de Lobato, pediu a ele 20 novos livros do "Sítio do Picapau Amarelo". O desejo foi atendido. Desses, 6 foram publicados simultâneamente no Brasil e na Argentina. Foram eles: O Centaurinho, A Casa de Emília, No Tempo de Nero, Uma Fada Moderna, A Contagem dos Sacis e A Lampréia. Ou seja: 14 histórias permaneceram inéditas em nosso país, comum apenas para os argentinos.
Quando Lobato reuniu seus livros em Obras "Completas", deixou de fora todas as vinte histórias de 1947. Depois, o póstumo Histórias Diversas, veio para resgatar algumas dessas tramas. O Centaurinho e A Lampreia, que já haviam sido lançados no Brasil, fazem parte dos resgatados, ao lado de mais dez histórias até então inéditas, o conto "Um Conto Argentino" e a peça teatral "O Museu da Emília".
Ou seja: até hoje, quatro livros seguem inteiramente inéditos, tendo sido lançados apenas na Argentina. Um é "A Ciência do Visconde", e os outros três tem títulos e tramas desconhecidos.
Em 2012, a editora Globinho relançou A Contagem dos Sacis e No Tempo de Nero, até então extremamente raros, por não terem entrado nem nas Obras Completas nem nas Histórias Diversas. Atualmente, nessa situação, encontram-se ainda Uma Fada Moderna e A Casa de Emília. Não se sabe como são as histórias deles, e não estão disponíveis para venda em local nenhum.

## Cronologia
Abaixo, está listada a ordem em que as histórias acontecem:
- Narizinho Arrebitado
- O Sítio do Picapau Amarelo
- O Marquês de Rabicó
- A Contagem dos Sacis
- O Saci
- Aventuras de Hans Staden
- O Casamento de Narizinho
- Aventuras do Príncipe
- O Gato Félix
- O Irmão de Pinocchio
- O Circo de Escavalinho
- Peter Pan
- Cara de Coruja
- A Pena de Papagaio
- Caçadas de Pedrinho
- Emília no País da Gramática
- Aritmética da Emília
- O Pó de Pirlimpimpim
- Viagem ao Céu
- Histórias do Mundo Para as Crianças
- Geografia de Dona Benta
- Memórias da Emília
- Fábulas
- História das Invenções
- O Poço do Visconde
- Don Quixote das Crianças
- Serões de D. Benta
- Histórias de Tia Nastácia
- O Museu da Emília
- O Picapau Amarelo
- O Minotauro
- No Tempo de Nero
- A Chave do Tamanho
- A Reforma da Natureza (Partes 1 e 2)
- O Leão da Neméia
- A Hidra de Lerna
- A Corça dos Pés de Bronze
- O Javali de Erimanto
- As Cavalariças de Áugias
- As Aves do Lago Estinfale
- O Touro de Creta
- Os Cavalos de Diomedes
- O Cinto de Hipólita
- Os Bois de Gerião
- As Ninfas da Emília
- O Pomo das Hespérides
- Hércules e Cérbero
- O Centaurinho
- As Botas de Sete Léguas
- A Rainha Mabe
- A VIoleta Orgulhosa
- A Casa da Emília
- A Ciência do Visconde
- A Lampréia
- Uma Pequena Fada
- O Periscópio
- Lagartas e Borboletas
- A Segunda Jaca
- As Fadas
- A Reinação Atômica
- Uma Fada Moderna
- Título Desconhecido
- Título Desconhecido
- Título Desconhecido

Por fim, Luciana Sandroni escreveu outras duas obras envolvendo as personagens do universo ficcional de Monteiro Lobato:
1. Minhas Memórias de Lobato
2. O Sítio no Descobrimento

Lobato também deixou dois livros inconclusos. Orlando Furioso, que seria uma adaptação do clássico para o púbico infantil, lida por Dona Benta (nos mesmos moldes de Don Quixote e Peter Pan, por exemplo), e Um Centauro no Mundo Moderno, que contaria as desventuras de Meioameio - centauro trazido da Grécia Clássica  - na idade contemporânea.

## Traduções

Os personagens ilustrados em uma edição russa da série

Todos os volumes de Sítio do Picapau Amarelo têm sido publicados em outros países, incluindo a Rússia (como Орден Жёлтого Дятла) e a Argentina (como El Rancho del Pájaro Amarillo). Enquanto esses dois países tem toda a série adaptada e traduzida (com grandes cortes, porém, no caso russo), apenas o volume Reinações de Narizinho foi publicado na Itália, em 1944, com o título Nasino.
A primeira tradução em inglês só ocorreu em 2019, com o lançamento de: "Recreations by Retroussy Book One", pela editora Independently published.

## Controvérsias
Sítio do Picapau Amarelo, assim como o trabalho geral de Monteiro Lobato, também recebeu comentários negativos de políticos brasileiros, que se queixaram de que seu trabalho era "antipatriota", e que falando mal do governo para crianças foi "indelicado". Lobato respondeu que "era importante" para ele "transmitir o seu espírito crítico através de suas histórias, e que "as pessoas estavam habituadas a mentir para seus filhos, dizendo que o Brasil era um país realmente maravilhoso".

### Criacionismo e evolucionismo
De acordo com o livro biográfico Minhas Memórias de Lobato, de Luciana Sandroni, os livros foram proibidos em várias escolas católicas, devido à sua natureza evolucionista. Em 1942, uma freira exigiu que os seus alunos queimassem os livros do Sítio numa fogueira.

### Acusações de racismo
Monteiro Lobato, mesmo depois de sua morte, foi acusado de racismo devido à interpretação e tratamento de pessoas negras em várias de suas obras. Em 2010, um educador tentou proibir legalmente um romance da série, especificamente Caçadas de Pedrinho, das escolas por causa da narrativa e termos preconceituosos contidos no livro. De fato, Lobato descreve Tia Nastácia, subindo o "mastro de São Pedro que nem uma macaca de carvão" e que "ninguém iria escapar" do ataque de onças "nem Tia Nastácia, que tem carne preta". O Conselho Nacional de Educação afirmou que o livro está em desacordo com a legislação brasileira e que deveria não ser mais utilizado por estudantes ou que seja acompanhado de explicações sobre o conteúdo.
Por outro lado, a pesquisadora da USP, Vanete Santana-Dezmann, no artigo Contradições em análises da obra infantil de Monteiro Lobato, nota como a literatura infantil brasileira do começo do século XX era extremamente racista, mas que Lobato buscou subverter esse fato, ao criar uma narrativa em que tia Nastácia tinha a mesma relevância que dona Benta (A Reforma da Natureza), e ainda dedicar dois volumes de sua obra aos contos populares (O Saci e Histórias da Tia Nastácia), além de notar que nem sempre a voz de um personagem representa a voz do autor, principalmente quando a obra contém personagens que se contradizem. A pesquisadora também nota que tio Barnabé também é representado de forma não esteriotipada, e a desconstrução que o autor faz da dictomia "negro-branco" existente nos contos de fadas.
Quantos aos termos, a pesquisadora nota que Lobato os utiliza para se aproximar dos leitores da época, até mesmo usando uma dose de ironia e que, se o autor não especificasse a etnia de tia Nastácia, sua posição de igualdade com dona Benta levaria os leitores a entenderem que se trata de uma pessoa branca. E que, ao dialogar com a tradição literária da época, Lobato causa um rompimento, principalmente ao fazer com que Emília, sempre quando ofende sua criadora, acabe sendo repreendida, tanto pelos personagens, quanto pelos leitores. A pesquisadora também nota que as repreensões pelas quais a Emília passa torna impossível com que ela seja a principal alter-ego do autor. Também, os elementos que hoje são considerados racistas, são uma intertextualidade com uma literatura infantil que já caiu no esquecimento. Quanto a obra Caçadas de Pedrinho, a pesquisadora nota que Lobato usa o termo "macaco", se referindo para diversos personagens, sempre quando que explicitar a destreza física dos mesmos em comparação com o símio (em um momento, a Narizinho é descrita dessa forma após pular em uma pedra escorregadia sem cair), não como um comentário derrogatório.

## Adaptações

### Cinema
- Foi adaptada pela primeira vez em 1951 no filme O Saci, baseada no livro de mesmo nome, sob direção por Rodolfo Nanni. Trouxe Livio Nanni, Aristeia Paula Souza e Olga Maria nos papéis de Pedrinho, Narizinho e Emília, respectivamente.[25]
- Um segundo filme, O Picapau Amarelo, foi lançado em 1973, dirigido por Geraldo Sarno e baseado no livro de mesmo nome.
- Um filme de animação foi proposto nos anos 70 com envolvimento de Ely Barbosa e Silvio Santos após um contrato com os herdeiros de Monteiro Lobato, porém o projeto não foi adiante. Em 1996 o projeto foi revivido por Ely Barbosa que planejou uma adaptação em animação das Reinações de Narizinho e almejando atualizar os personagens para nova geração.[26] Ely chegou a redesenhar os personagens adaptando eles ao seu estilo de arte e eles foram propostos para uma série de produtos como jogos de CD-ROM, um jogo de plataforma produzido pela Tectoy pro Master System,[27] boneca da Emília e revistas em quadrinhos promocionais como uma em parceria com a marca Batavo, porém o projeto pro longa-metragem não foi adiante e a parceria com Ely Barbosa com a família de Lobato foi rompida.

### Televisão
- A primeira adaptação na televisão ocorreu em 1952 na TV Tupi, com textos de Tatiana Belinky e direção de Júlio Gouveia, tendo ao todo 12 temporadas exibidas até 1963.[28] A série era exibida às quintas-feiras as 19h30 ao vivo, uma vez que não existia técnicas de gravação ainda para a televisão.[29] Entre 1955 e 1956, como o programa original era transmitido apenas em São Paulo, a TV Tupi produziu uma versão em sua sede no Rio de Janeiro com um elenco diferente.
- Em 1964, com o fim na Tupi, Lúcia Lambertini, que interpretava Emília, levou o programa para uma 13ª temporada na TV Cultura, onde ela mesma passou a assinar o roteiro e dirigir. Quase todo o elenco seguiu junto, com exceção de Zeni Pereira e Luciano Maurício, que interpretavam Tia Nastácia e Visconde de Sabugosa, respectivamente, sendo substituídos por Isaura Bruno e Roberto Orozco. Ficou apenas alguns meses no ar, sem o mesmo impacto que na Tupi.
- Em 1967 a Band lançou a segunda adaptação, novamente com com textos de Tatiana Belinky e direção de Júlio Gouveia, permanecendo por 3 temporadas até 1969. Como diferencial, a série foi toda filmada em um sítio real.
- Em 1977 a TV Globo produziu a  terceira versão, pela primeira vez gravada, uma vez que já existia videotape, e com recursos de edição. Essa versão permaneceu no ar por nove anos, até 1986.
- Uma quarta adaptação foi realizada também pela Globo entre 2001 e 2007.[30]
- Em 2021, os personagens do Sítio do Picapau Amarelo foram usados numa edição especial de Dia das Crianças do quadro Câmeras Escondidas do Programa Silvio Santos no SBT, posteriormente os mesmos atores retornaram para outras aparições esporádicas no programa até que no final de 2023 foi anunciada a produção de uma série pro +SBT.[31] A série O Picapau Amarelo estreou na plataforma no dia 1º de julho de 2024[32], passando a ser exibida pelo SBT em 12 de outubro de 2024, ocupando a faixa matinal do canal aos sábados.[33]

### Animação
Uma série de animação foi lançada em 2012, produzida pela Globo e o estúdio Mixer, adaptando parcialmente as histórias dos primeiros livros e com os designs dos personagens sendo inspirados nos visuais iniciais da série de 2001. A animação começou sendo exibida pela TV Globo, porém foi encerrada pela Cartoon Network com 3 temporadas, tendo também ido ao ar nos canais Boomerang e Tooncast pelo resto da América Latina.

### História em quadrinhos
Sítio do Picapau Amarelo tornou-se uma história em quadrinhos em 1979, publicada pela Rio Gráfica Editora, uma editora da então Organizações Globo (atual Grupo Globo) e que em 1986, se tornou Editora Globo.
Os personagens principais mais tarde recebeu seus próprios títulos, como Emília, Pedrinho e Visconde. A série de 2001 foi trazida para o formato de história em quadrinhos em 2003, mais uma vez, para a campanha do enfrentamento da fome e da miséria Fome Zero, intitulado Emília e a Turma do Sítio no Fome Zero. A série geralmente tratava de reeducação nutricional. Em novembro de 2006, devido ao termino do contrato entre Editora Globo e Mauricio de Sousa Produções, e tendo sido firmado contrato entre Mauricio de Sousa e a Panini Comics para a distribuição das revistas da Turma da Mônica pelos próximos anos, a Editora Globo lançou três revistas em quadrinhos mensais do Sítio do Picapau Amarelo no lugar das revistas da Mônica: Sítio do Picapau Amarelo, revista com os personagens do Sítio em várias aventuras, Revista da Cuca, com histórias protagonizadas pela bruxa Cuca, e  Você Sabia? Sítio do Picapau Amarelo, revista com os personagens ensinando várias temas de aprendizagem. Em agosto de 2019, com os livros de Monteiro Lobato entrando em domínio público, foi lançado um projeto de financiamento coletivo no Catarse intitulado Rancho do Corvo Dourado, uma releitura de ficção científica do Sítio.
Em dezembro de 2019, a Skript Editora lança um projeto de financiamento do álbum Emília 100 anos, editado por Carol Pimentel com a participação de mais de 20 autoras de quadrinhos, dentre elas: Alice Monstrinho, Aline Lemos, Ana Flávia, Ana Maria S. Pereira, Beatriz Miranda, Bel Pardal, Camila Raposa, Clara Lagos, Cristina Eiko, Denise Bueno, Fabiane/Miss Tédio, Geovana Held, Giulia Felice, Giulia Garcia, Giulia Lagrotta, Jakie Buchabqui, Uli Tietbo, Lia Harumi, Lila Cruz, Luli Pena, Majory Lissa, Melissa Garabeli, Monique Malcher, Paloma Barbosa, Renata Rinaldi e Vanete Santana-Dezmann.

## Discografia (trilha sonora)
- Sítio do Picapau Amarelo (1977)
- Sítio do Picapau Amarelo Vol. 2 (1979)
- Pirlimpimpim (1982)
- Pirlimpimpim 2 (1984)
- Sítio do Picapau Amarelo (2001)
- Sítio do Picapau Amarelo (2005)
- Sítio do Picapau Amarelo (2006)

## Crossovers na obra de Monteiro Lobato
Em seus livros Monteiro Lobato já criou muitos encontros entre seus próprios personagens, e os de outros autores, como "Alice no País das Maravilhas" de Lewis Carroll, Peter Pan e Capitão Gancho de J. M. Barrie, além de personagens de Contos de fadas, que estavam em "domínio público", e por tanto poderiam ser usados pelo autor, sem pagar os direitos autorais. Porém Lobato também já usou em suas histórias pessoas reais de Hollywood, e até mesmo personagens de desenhos animados. Hoje em dia isso pode ser chamado de "crossover", ou nesse caso "fanfic" já que estes encontros não foram autorizados pelos criadores dos personagens na época, ou pelos próprios atores.
No livro "Reinações de Narizinho" um gato ladrão se faz passar pelo Gato Félix, mas é desmascarado pelo Visconde de Sabugosa. No mesmo livro a Narizinho sonha que Tom Mix estava no Sítio.
Em "Memórias da Emília", a Emília "inventa" um encontro (que nunca aconteceu) dela e o Visconde com a atriz mirim da década de 1930, Shirley Temple. No mesmo livro aparece o Capitão Gancho lutando com um Popeye mais "desordeiro" do que "herói". Isso pode ser pelo fato de que Monteiro Lobato só chegou a conhecer o Popeye nas primeiras animações da década de 30, onde o marinheiro tinha uma personalidade mais "agressiva" e "estourada", e agia mais por seu interesse próprio (ou da Olívia). Somente algum tempo depois dos primeiros episódios, as animações do Popeye passaram a mostra-lo agindo mais como um "herói", e ele passou a ter uma personalidade mais "correta".
Durante um capítulo de "Histórias Diversas", acontece uma festa no Sítio onde os convidados são vários personagens de Contos de Fadas e desenhos animados, e entre eles o Mickey Mouse e o Gato Félix (dessa vez o verdadeiro).
Quando as histórias do Sítio foram adaptadas para a TV, nas séries com atores, e na série animada, os personagens de Hollywood tiveram que ser substituídos por outros, para evitar problemas com os direitos autorais. No episódio "Memórias de Emília" de 2002, Shirley Temple foi substituída por "Tonny Power" (um ator fictício, criado para a série da TV), e Popeye foi substituído por uma paródia dele mesmo, "O Marinheiro Popó", e a lata de espinafre por uma lata de açaí. Em "Histórias Diversas" de 2002, Mickey Mouse foi substituído por "Dom Ratão". No episódio "Reinações de Narizinho" de 2001, o gato ladrão que se passava pelo Gato Félix, foi substituído por um gato chamado apenas de "O Gato Contador de Histórias". Na série animada o Gato também não diz o seu nome, mas usa botas e um chapéu, que lembram O Gato de Botas.